# Ferdinand Schuy

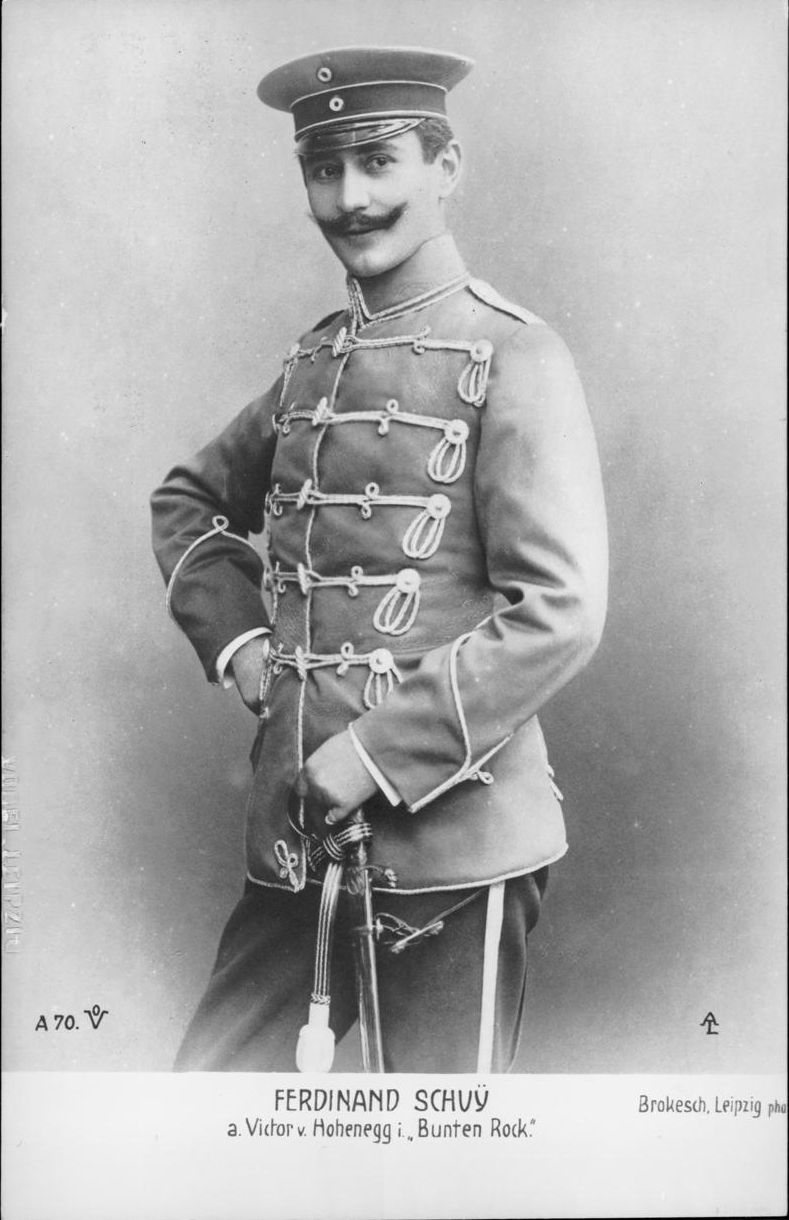
Ferdinand Schuy

Ferdinand Schuy (* 1866 in Heidelberg; † 1906 in Leipzig) war ein deutscher Theaterschauspieler.

## Leben
Schuy begann seine Bühnenkarriere 1888 in Quedlinburg. Von 1890 bis 1892 war er in Koblenz, von 1893 bis 1894 in Mainz, von 1895 bis 1897 in Essen und von 1898 bis 1902 in Düsseldorf. In diesem Jahr trat er in den Verband des Stadttheaters Leipzig.
Er war ein routinierter Schauspieler und wirkte hauptsächlich als Bonvivant.
Kurzzeitig war er mit der Opernsängerin Gertrud Godier verheiratet.